# Tilment
Tagliamento odnosno Tilment (furlanski: Tiliment, venecijanski: Tajamento) je alpska rijeka na istoku Sjeverne Italije duga 170 km. 
Tilment je jedinstvena europska alpska rijeka, kod koje je ostala očuvana geomorfologija i korito s brojnim isprepletenim rukavcima.zbog toga ga zovu kralj alpskih rijeka.

## Zemljopisne karakteristike
Rijeka Tilment izvore na gorskom prijevoju Mauria (Passo della Mauria), na granici između talijanskih regija Veneto i Furlanija-Julijska krajina. U svom gornjem dijelu, ona protiče kroz historijsku pokrajinu Karniju i u svom sjevernom dijelu pokrajinom Udine. U svom srednjem i donjem dijelu Tilment je granica između pokrajina Udine, Pordenone i Venecija. Na kraju svog toka Tilment utječe u Venecijanski zaljev između Lignana Sabbiadora i Bibiona.
Slijev rijeke Tilment pokriva površinu od 2916 km², na kojoj živi 165.000 stanovnika.Tilment predstavlja 86.5% svih vodotokova u pokrajini Udine.
Uz obale Tilmenta leže gradovi Latisana i San Michele al Tagliamento, u porječju leže;  Tolmezzo, Gemona del Friuli, San Daniele del Friuli, Spilimbergo, Casarsa della Delizia, Codroipo i San Vito al Tagliamento.

### Gornji tok Tilmenta
Ispočetka rijeka teče u smjeru istoka paralelno s Karnijskim Alpama, tu prima prvu veću pritoku rijeku Lumiei, koja utječe u Tilment s lijeve strane nakon 26 km od svog izvora. 

### Srednji i donji tok rijeke
U svom srednjem dijelu rijeka teče ravno prema jugu kroz Pinzano prema venetskoj ravnici, tri km prije Spilimberga Tilment se dijeli na više isprepletenih rukavaca. Njegovo šljunčano korito je vrlo propusno, i u stanju je apsorbirati gotovo sve vode, no rijeka prima većinu pritoka nizvodno od Codroipa i Casarsa, zahvaljujući brojnim podzemnim vodotokovima. Odavde pa nadalje, korito rijeke je izrazito usko (samo 180 m) i počinje meandrirati zbog malog pada. Prije nego što dospije do Jadranskog mora Tilment, prima vode male podzemne rijeke Varmo. Na kraju svog toka Tilment se ulijeva u Jadransko more između laguna Marano i Caorle.

## Vanjske poveznice
- Autorità di bacino Isonzo, Tagliamento, Livenza, Piave, Brenta-Bacchiglione (tal.)
- Tagliamento.org  Arhivirana inačica izvorne stranice od 12. prosinca 2008. (Wayback Machine) (tal.)